# Stefan Goldnagl
Stefan Goldnagl (* 25. August 2001 in St. Pölten) ist ein österreichischer Fußballspieler.

## Karriere
Goldnagl begann seine Karriere beim SC Pyhra. Zur Saison 2013/14 wechselte er zum SC St. Pölten. Im März 2015 wechselte er zum SKN St. Pölten. Zur Saison 2015/16 wechselte er zur SG Waidhofen/Ybbs. Im Februar 2018 schloss er sich dem SV Gaflenz an. Zur Saison 2018/19 wechselte er zum UFC St. Peter/Au. Für St. Peter spielte er fünfmal in der Landesliga. Im Jänner 2019 kehrte er zum Ligakonkurrenten Gaflenz zurück. Bis Saisonende absolvierte er 14 Partien für Gaflenz. In der Saison 2019/20 kam er bis zum Saisonabbruch zu fünf Einsätzen. Nach der Saison 2019/20 zog sich Gaflenz aus der Landesliga zurück.
Daraufhin wechselte er zur Saison 2020/21 zum Zweitligisten SKU Amstetten. Sein Debüt in der 2. Liga gab er im April 2021, als er am 26. Spieltag jener Saison gegen die Kapfenberger SV in der Nachspielzeit für David Peham eingewechselt wurde. In drei Spielzeiten beim SKU kam er zu 21 Zweitligaeinsätzen.
Zur Saison 2023/24 wechselte Goldnagl leihweise zum Regionalligisten SK Vorwärts Steyr.